# Thecla xorema
Thecla xorema är en fjärilsart som beskrevs av William Schaus 1902. Thecla xorema ingår i släktet Thecla och familjen juvelvingar. Inga underarter finns listade i Catalogue of Life.